# Château de Recoules
Le château de Recoules est situé à Recoules-Prévinquières dans l'Aveyron, en bordure de l'Olip.

## Historique
Plusieurs familles se succèdent sur ces terres.

Prévinquières
- Au milieu du Moyen Âge, la terre de Recoules appartient à la famille de Prévinquières.

Garceval
- Au début du XIIIe siècle, la famille de Garceval obtient par alliance la seigneurie de Recoules. Se succèdent:
  - Aymeri 1er, marié vers 1250 à Bermonde;
  - Raymond, fils des précédents, marié vers 1285 à Marquèse;
  - Aymeri II, fils des précédents, marié vers 1310 à Redesse de La Roque;
  - Aymeri III, fils des précédents, marié vers 1336 à Miramans d'Astorg;
  - Aymeri IV, fils des précédents, marié en 1366 à Jausionde de Caylus;
  - Aymeri V, fils des précédents, marié en 1379 à Florence Siguald;
  - Aymeri VI, fils des précédents, marié en 1420 à Arpajone de Prévinquières;
  - Aymeri VII, fils des précédents, marié en 1452 à Arpajone Ricard;
  - Aymeri VIII ( - 1515), fils des précédents, marié à Cébalie de Lagarde;
  - Guillaume, fils des précédents, marié à Antoinette d'Apchier;
  - François 1er ( - 1593), fils des précédents, marié en 1547 à Madeleine de Ricard;
  - François II ( - 1618), fils des précédents, marié en 1584 à Françoise de Pelegri;
  - Jean ( - 1647), fils des précédents, marié en 1638 à Christine Diane de Prévinquières;
  - Jean-François 1er ( - 1692), fils des précédents, marié en 1662 à Françoise de Bessuejouls;
  - Jean-François II (1664 - ), fils des précédents, marié en 1694 à Félicie du Champ;
  - Marie Félicie, fille et héritière du précédent, fait entrer Recoules dans la famille de Lastic.

Lastic Saint-Jal
- Philibert Louis (1692 - 1761) devient seigneur de Recoules par son mariage en 1742 avec Marie Félicie de Garceval, qui précède;
- Marie Claudine, fille et héritière des précédents, fait entrer Recoules dans la famille de Lévezou de Vézins.

Lévezou de Vézins
- François III ( - 1816) devient seigneur de Recoules par son mariage en 1765 avec Marie Claudine de Lastic, qui précède;
- François Aimé Dieudonné, neveu du précédent, épouse Mélanie de Sauvan d'Aramon;
- Louis Antoine Alexis (1814 - 1878), fils des précédents, épouse en 1846 Angèle Laurent de Villedeuil.

Gaujal
- En 1853, Marc-Antoine-François, baron de Gaujal (1772 - 1856) acquiert la propriété.

Capelle
- Mademoiselle Capelle, petite-fille du baron Capelle, achète le château au précédent.

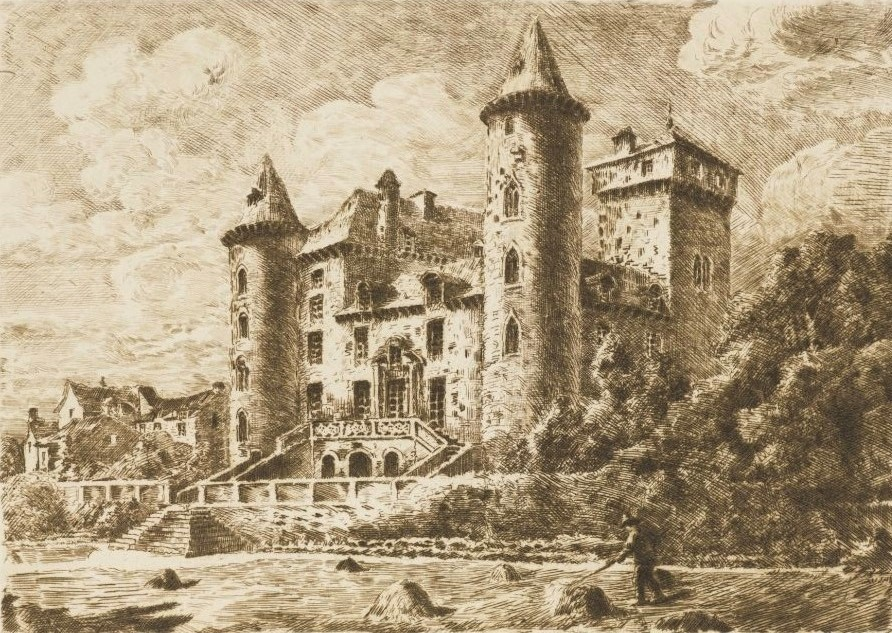
Château de Recoules, Renaud de Vézins, eau-forte (1927)

## Description
- L'édifice, auquel le baron de Gaujal a donné son aspect actuel, comporte quatre corps de logis cantonnés de tours et disposés autour d'une cour. Le portail du XVIIe siècle est surmonté d'un fronton brisé.
- Le château est inscrit à l'inventaire des monuments historiques. C'est une propriété privée. Il ne se visite pas.

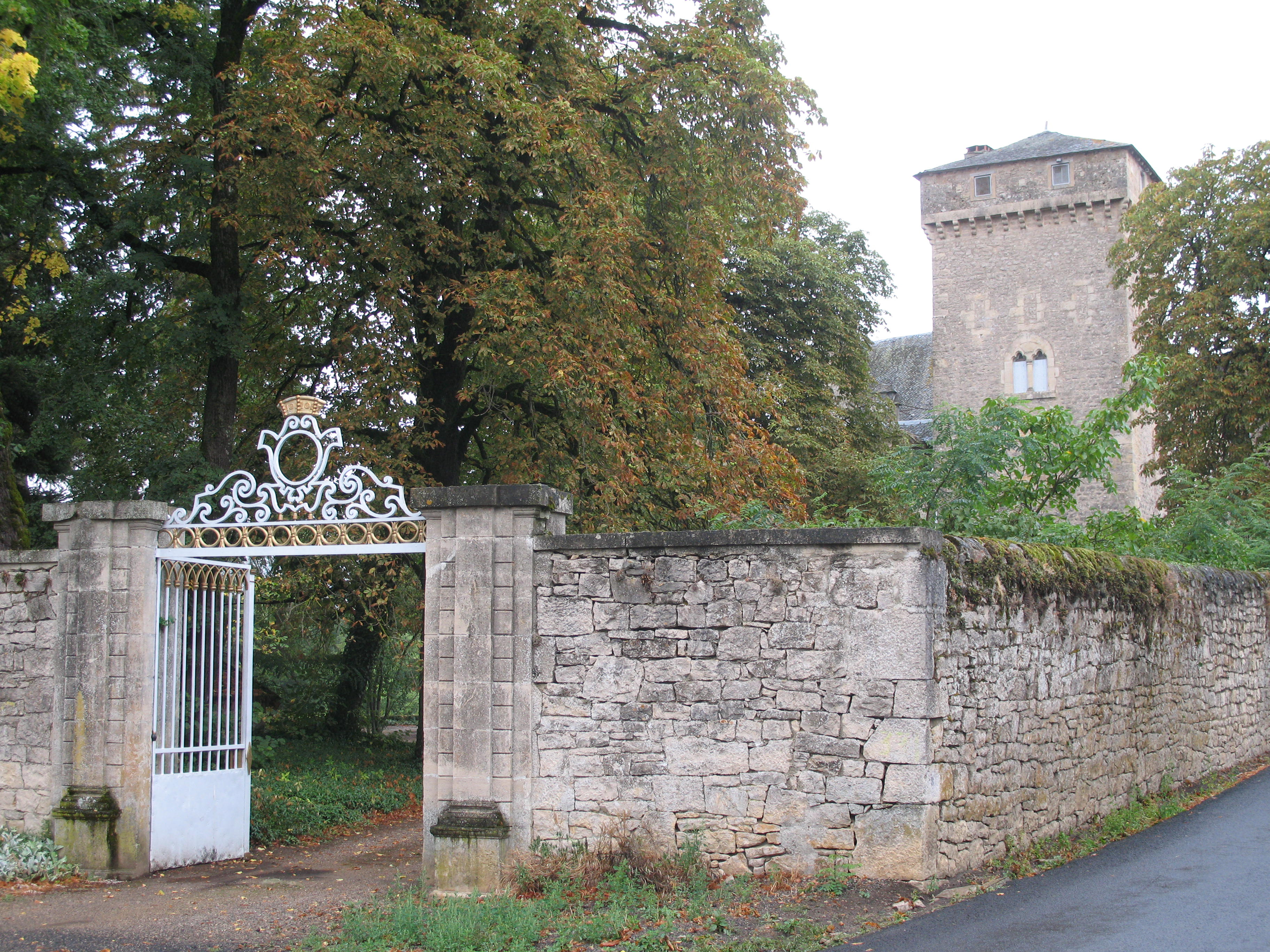
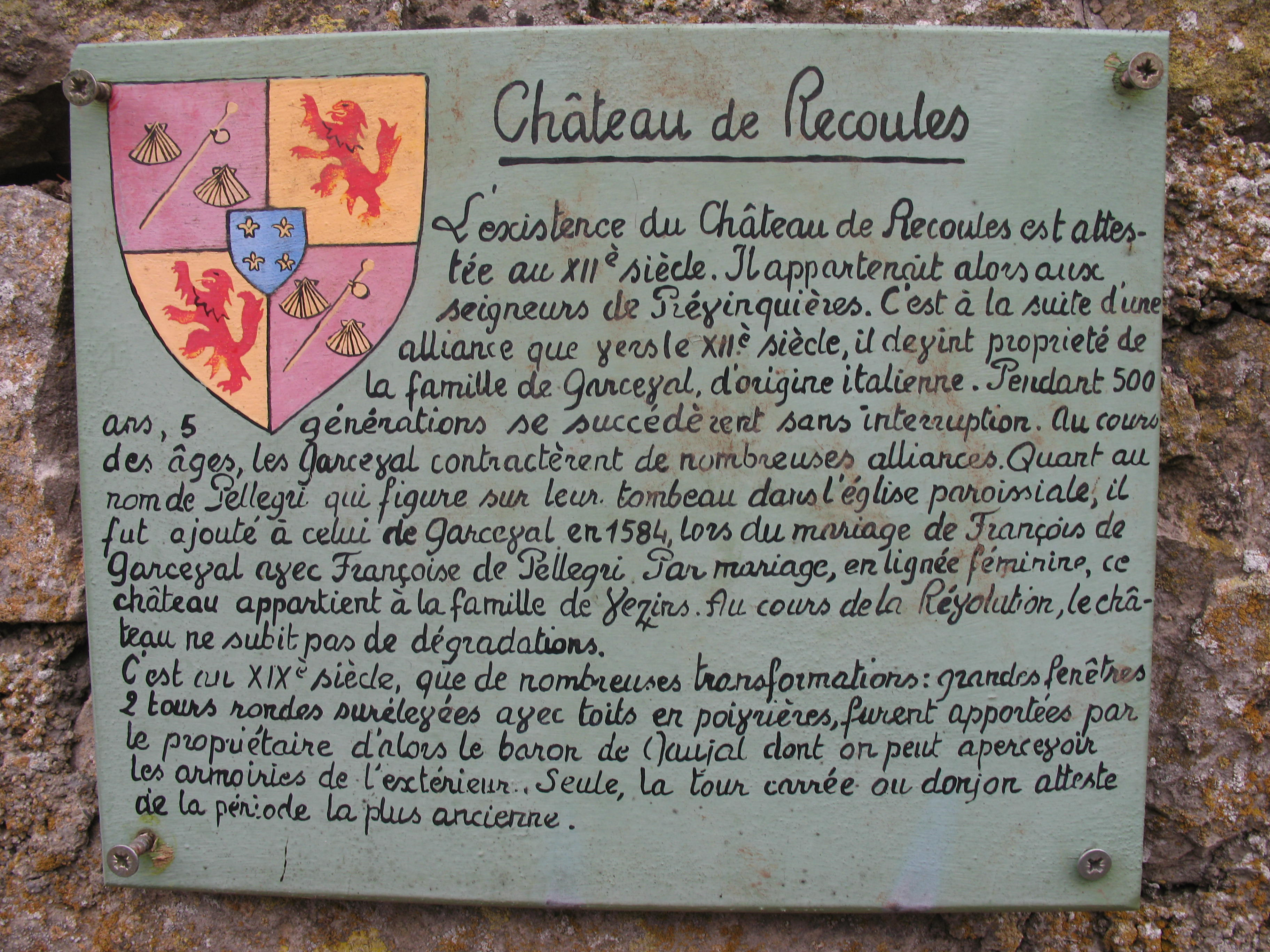
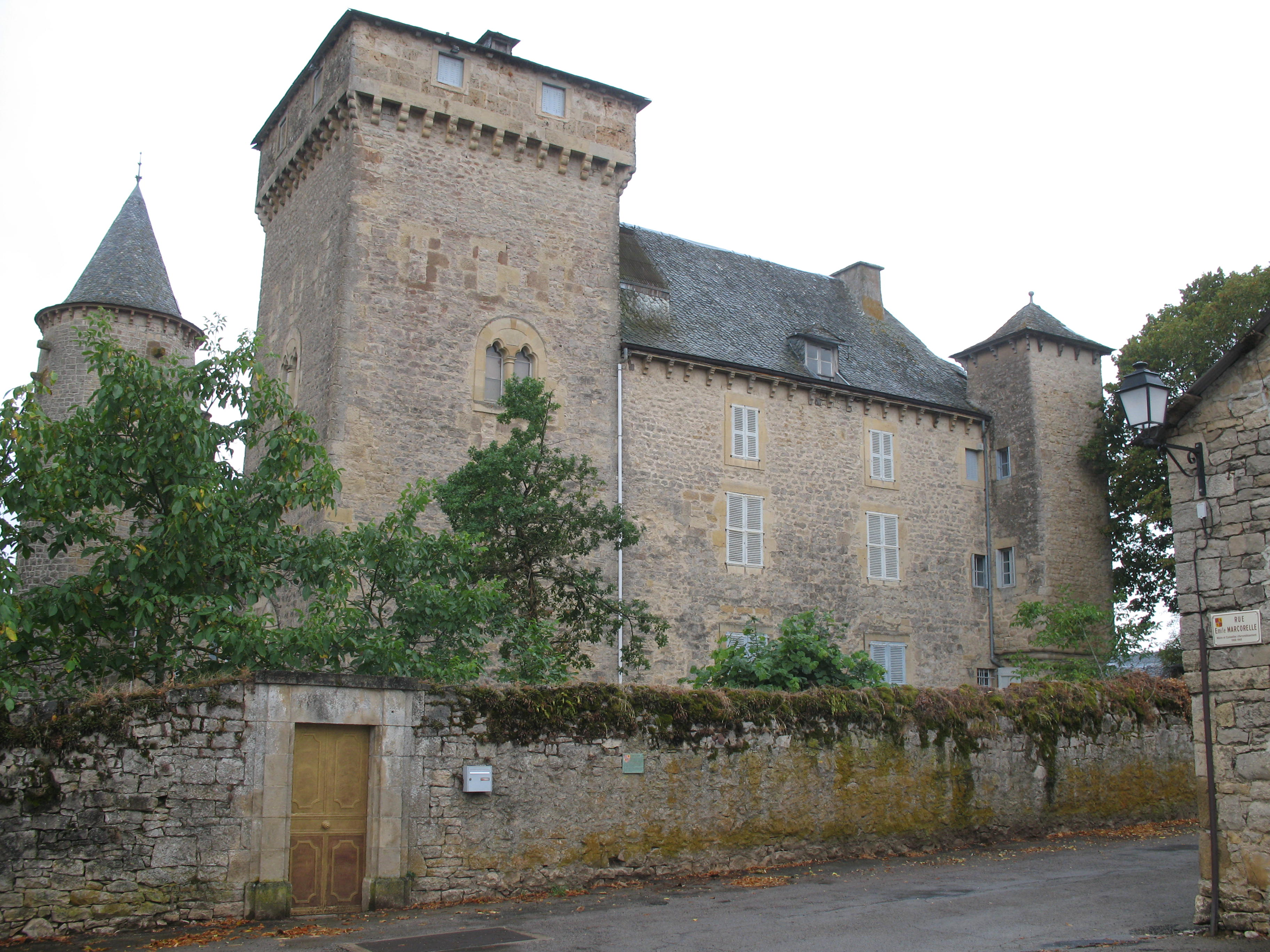
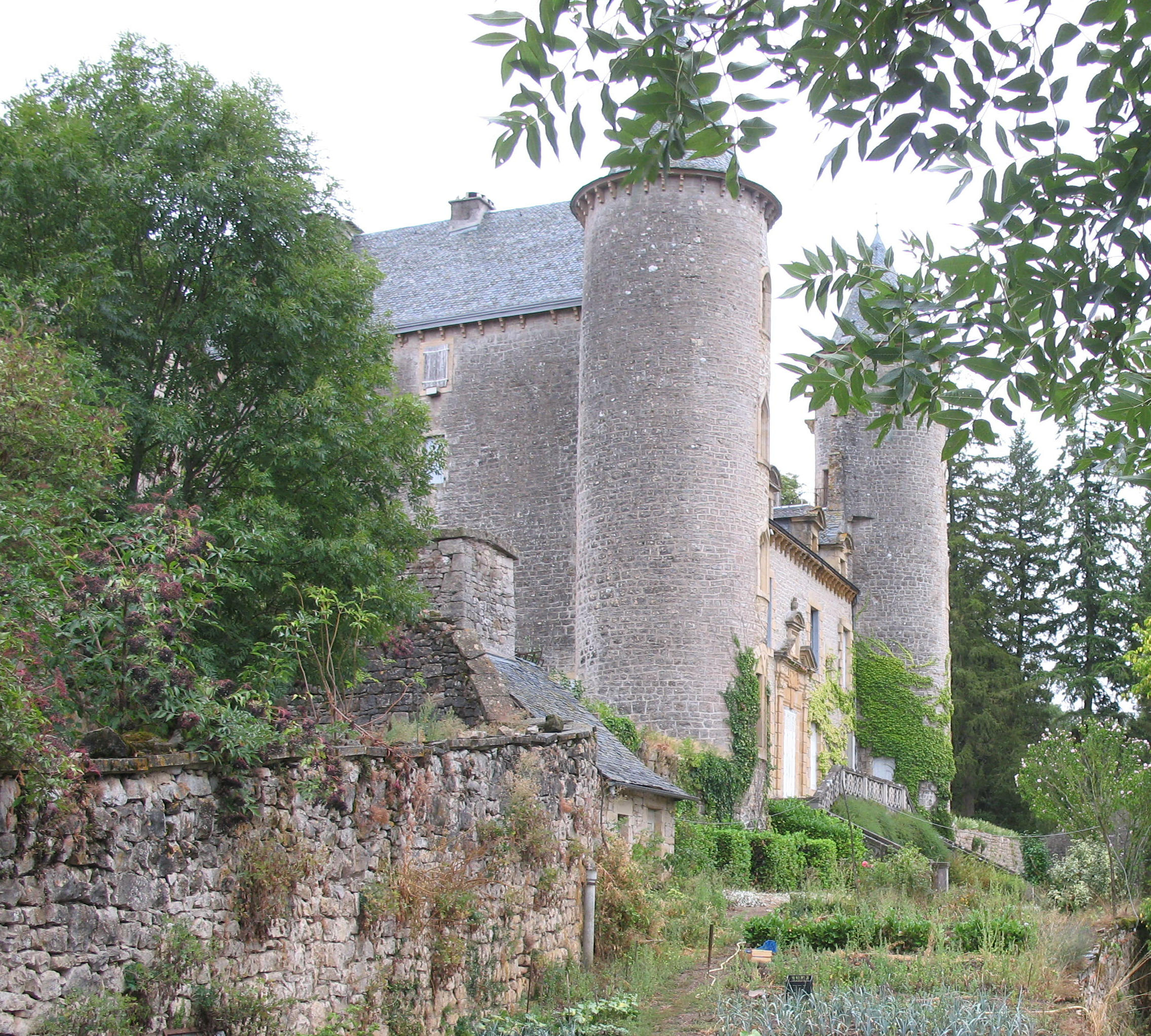

## Armoiries
- Garceval: écartelé, aux 1 et 4 de gueules, au bourdon d'or, accompagné de deux coquilles du même, qui est Pelegri; aux 2 et 3 d'or, au lion de gueules, qui est Ricard; sur le tout, d'azur à quatre rochers d'or, qui est de Garceval.
- Lastic Saint-Jal: de gueules à la fasce d'argent.
- Lévezou de Vesins: d'azur au lion rampant, d'argent, armé et lampassé de gueules; écartelé de Vésins.
- Gaujal: de gueules à l'épée antique d'or, au chef du même chargé de trois étoiles d'azur.